# Mazinga Z contro il Generale Nero
Mazinga Z contro il Generale Nero (マジンガーZ対暗黒大将軍?, Majingā Zetto tai Ankoku Daishōgun), noto anche col titolo Mazinger Z contro il Generale delle Tenebre, è un film del 1974 diretto da Nobutaka Nishizawa. Il mediometraggio anime, prodotto dalla Toei Dōga, si ispira al finale del manga Mazinger Z di Gō Nagai anticipando quello della serie televisiva, che sarebbe stato trasmesso oltre un mese dopo (con una trama parzialmente diversa). Il film fu distribuito in Giappone il 25 luglio 1974 come parte del festival Tōei Manga Matsuri, insieme al cortometraggio Fingā 5 no daibōken.
Mazinga Z contro il Generale Nero fu adattato in manga come finale della versione di Mazinger Z disegnata da Gosaku Ōta, e ispirò l'OAV del 2003 Mazinkaiser contro il Generale Nero.

## Trama
Vinta la guerra contro i mostri meccanici del dottor Hell, Koji Kabuto si gode il meritato riposo, ma una nuova minaccia, annunciata da un misterioso profeta, incombe sull'umanità: le Sette Armate del malvagio Generale delle Tenebre sono ormai pronte a riemergere dalle viscere della Terra per riprenderne possesso. Improvvisamente, le maggiori capitali del mondo subiscono l'irresistibile attacco di potenti mostri guerrieri, che seminano ovunque distruzione e morte. A Tokyo Koji riesce a sconfiggerli, ma Mazinger Z esce notevolmente danneggiato dallo scontro. Inoltre, durante l'attacco che non risparmia l'Istituto di Ricerca sull'Energia Fotoatomica, il fratellino Shiro Kabuto rimane gravemente ferito e solo una trasfusione di sangue di Koji riesce a salvargli la vita. Quando i mostri guerrieri tornano all'attacco più in forze di prima, sia Mazinger Z che Koji non sono ancora in condizioni di combattere e l'esito dello scontro appare ormai scontato. Ciò nonostante, Koji parte con un Mazinger Z ancora seriamente danneggiato, riesce a farsi valere ma i nemici sono troppo numerosi e forti.
Koji ha velocemente la peggio nonostante l'aiuto in extremis di Sayaka e di Boss, che collega Boss Robot a due missili: i mostri infatti si sbarazzano in fretta sia di lui che di Sayaka con la sua Diana A, e sembra che per Koji e per Mazinger Z sia giunta la fine. Ma dalle fiamme di un vulcano emerge in loro soccorso un misterioso robot costruito a immagine e somiglianza di Mazinger Z, evocato dal profeta dell'inizio che si rivela essere il dottor Kenzo Kabuto, padre di Koji: è il Great Mazinger guidato da Tetsuya Tsurugi. Il robot, con un modulo jet retrattile incorporato, raggiunge subito il campo di battaglia e aiuta Koji a sbarazzarsi dei mostri guerrieri, dimostrando a tutti di essere molto più forte, resistente e comunque, sotto tutti i punti di vista, nettamente superiore in prestazioni a Mazinger Z. Koji e Tetsuya condividono una breve conversazione in cui Tetsuya gli dice che il suo robot è il fratello di Mazinger Z, concepito proprio per sconfiggere il nuovo nemico, le Sette Armate di Mikene, quindi se ne va, lasciando Koji a chiedersi chi potrebbe aver costruito un simile robot.

## Distribuzione

### Edizione italiana
In Italia il mediometraggio fu visto inizialmente come ultima parte del film di montaggio Gli UFO Robot contro gli invasori spaziali (1978), in cui era presentato quasi integralmente. Alcune porzioni furono utilizzate anche in un altro montaggio, Mazinga contro Goldrake (1979).
La prima edizione italiana integrale fu realizzata nel 1998 dalla Dynamic Italia, con dialoghi a cura di Luciano Setti. In tale occasione furono realizzati due doppiaggi: uno in cui nomi e terminologia sono fedeli alle versioni italiane delle serie TV e uno in cui sono fedeli a quella originale. I doppiaggi vedono la partecipazione di parte del cast di Mazinga Z e Il Grande Mazinger.
Nel 2014 la Yamato Video ne ha realizzato una nuova edizione, facendo ridoppiare dalla CDR i personaggi di Shiro, Kenzo e Gorgon, sotto la direzione di Giorgio Bassanelli Bisbal. Questa edizione è stata distribuita quindi nelle sale italiane il 24 novembre dello stesso anno dalla Koch Media, come secondo titolo del programma Le notti dei super robot - Parte I.

### Edizioni home video

#### Giappone
Il film fu distribuito in VHS in Giappone dalla Toei Video negli anni ottanta.
Il 21 maggio 2002 il film fu pubblicato in DVD in Giappone dalla Toei Video nel cofanetto Mazinger the Movie Gō Nagai Super Robot Box insieme a Mazinga Z contro Devilman e Il Grande Mazinga, Getta Robot G, UFO Robot Goldrake contro il Dragosauro. La stessa azienda l'ha poi inserito nei DVD Mazinger the Movie 1 (uscito il 21 maggio 2003) e Fukkoku! Tōei Manga Matsuri 1974 natsu (uscito il 21 ottobre 2011).
Il film è stato distribuito in Blu-ray Disc in Giappone dalla Toei Video il 21 ottobre 2012 nel cofanetto Mazinger the Movie Blu-ray 1973-1976.

#### Italia
In Italia l'edizione della Dynamic Italia fu distribuita direttamente in VHS nel 1998 dalla Terminal Video Italia; i due doppiaggi erano presentati consecutivamente, e anche la copertina era dotata di due facce che rispecchiavano le rispettive edizioni italiane del film.
L'edizione della Yamato Video, già proiettata nelle sale, è stata pubblicata in DVD e in BD il 26 marzo 2015, nel primo volume della Go Nagai Super Robot Movie Collection, insieme al film precedente e al successivo; il BD è disponibile sia singolarmente sia in una steelbook col volume successivo e un DVD extra.